# Christopher Davis
Pour les articles homonymes, voir Davis.
Christopher Davis, né le 23 octobre 1928 à Philadelphie, en Pennsylvanie, est un écrivain américain.

## Biographie
Il fait des études au Fine Arts Institute de Colorado Springs, au Art Students League of New York, à la fondation Barnes de Philadelphie, à l'Accademia di Belle Arti di Roma et à l'université de Pennsylvanie.
Il enseigne la création littéraire dans plusieurs établissements universitaires : université de Pennsylvanie, université d'État de Bowling Green, université Drexel, université d'Indiana en Pennsylvanie, Franklin & Marshall College (en), université de Rider, Bryn Mawr College.
En 1958, il publie son premier roman, Il était une petite fille (Lost Summer) racontant l'histoire d'une jeune fille désaxée. En 1966, il écrit Le Déterré (The Shamir of Dachau) dans lequel un ancien tortionnaire de Dachau est reconnu par une de ses victimes. Ce roman est publié dans la collection Série noire. Il est également l'auteur de deux ouvrages sur les nord-amérindiens dont en 1969 North American Indian préfacé par Marlon Brando.
Il est également l'auteur de la novélisation du scénario du film américain Philadelphia, réalisé par Jonathan Demme en 1993, qui se penche sur le cas d'un homosexuel et brillant avocat, interprété par Tom Hanks, qui est victime du sida.

## Œuvre

### Romans
- Lost Summer (1958) Publié en français sous le titre Il était une petite fille, Paris, Éditions Seghers, 1960
- First Family (1959)
- A Kind of Darkness (1962)
- Belmarch (1964)
- Ishmael (1967)
- The Shamir of Dachau (1967) Publié en français sous le titre Le Déterré, Paris, Gallimard, coll. « Série noire » no 1181, 1968
- A Peep into the Twentieth Century (1971)
- The Sun in Mid-Career (1975)
- Suicide Note (1977)
- Dog Horse Rat (1990)
- Blue Sky (2008)
- The Conduct of Saints (2013)

### Novélisations
- Philadelphia (1994) Publié en français sous le titre Philadelphia, Paris, Éditions Ramsay, coll. « Ramsay cinéma », 1994  (ISBN 2-84114-038-5) ; réédition, Paris, Presses Pocket no 3642, 1994  (ISBN 2-266-00975-3)
- Camilla (1995) Publié en français sous le titre Camilla, Paris, Presses Pocket no 4347, 1995

### Autres publications
- North American Indian (1969) (préface de Marlon Brando)
- The Producer (1972)
- A Closer Look at Plains Indians (1977) Publié en français sous le titre Indiens des plaines d'Amérique, Paris, Flammarion, coll. « Reportage », 1977  (ISBN 2-080-90508-2)
- Waiting for It (1980)
- Working Words: Creative Reading, Writing, and Teaching (2007)